# Geranomyia guatemalensis
Geranomyia guatemalensis är en tvåvingeart som beskrevs av Alexander 1916. Geranomyia guatemalensis ingår i släktet Geranomyia och familjen småharkrankar. Inga underarter finns listade i Catalogue of Life.